# CJFM-FM
Pour les articles homonymes, voir Virgin Radio.

Logo de Mix 96 utilisé de 1992 à 2009

Logo de 2009.

CJFM-FM (mieux connu sous le nom de 95.9 Virgin Radio) est une station de radio québécoise anglophone diffusant sur la fréquence 95,9 MHz à Montréal avec une puissance de 41 200 watts du Mont Royal et appartenant à Bell Média.

## Historique
Lancée le 1er octobre 1962 par Standard Broadcasting Corp, CJFM-FM est la station sœur de CJAD en diffusant 18 heures de programmation originale et 6 heures de programmation (de minuit à 6 h) en simultané par jour. Installée à l'étage au-dessus de CJAD sur la rue de la Montagne, la station diffusait de la musique rock, pop et variée jusqu'à la fin des années 1980 sous le nom FM 96. CJAD et CJFM déménagent au 1411 rue du Fort en 1981. En 1992, elle portait le nom de Mix 96 et pris un format Top 40 dans le but de faire compétition à Q92 qui avait changé de format la même année. Mix 96 a été populaire auprès de la population autant francophone qu'anglophone pour la diffusion des émissions de musique de danse "Mixdown" et "Party Mix" de MC Mario les vendredis et samedis soirs.
Le 23 février 2007, Astral Media a signalé son intention d'acheter les actions de Standard Radio, qui opérait 82 stations à travers le Canada, et la transaction a été approuvée par le CRTC le 28 septembre 2007, et finalisée le 29 octobre 2007.
Le 4 décembre 2008, Astral a annoncé que trois autres stations deviendront des stations de la marque Virgin Radio Canada qui rejoindront CKFM-FM à Toronto qui avait déjà été convertie depuis le 25 août 2008 : CKZZ-FM à Vancouver le 8 janvier 2009, CKQB-FM à Ottawa le 9 janvier 2009, et finalement CJFM-FM à Montréal le 12 janvier 2009 à 16 h.
Le 12 janvier 2009, Mix 96 a diffusé entre midi et 16 h de la musique sans interruption. La dernière chanson diffusée a été "It's The End of the World As We Know It (And I Feel Fine)" par Great Big Sea. À 16 h, le premier animateur sur les ondes de Virgin Radio 96 a été Mark Bergman. La première chanson diffusée a été "Like A Virgin" de Madonna.
Le 16 mars 2012, Bell Canada (BCE) annonce son intention de faire l'acquisition d'Astral Média, incluant CJFM, pour 3,38 milliards de dollars. La transaction a été refusée par le CRTC. Bell Canada a alors déposé une nouvelle demande le 4 mars 2013, qui a été approuvée le 27 juin 2013.
En septembre 2012, CJFM-FM a quitté ses studios sur la rue du Fort en faveur des studios des sœurs stations CITE-FM et CKMF-FM au 1717 boulevard René-Lévesque est et trois ans plus tard en 24 juin 2016 à 16 h, la fin de top-40 pour adultes a été sur les ondes de CJFM-FM avec la chanson Like I Would (2016) de chanteur britannique Zayn Malik. La première chanson diffusée de la format top-40 de maintenant a été Send My Love (To Your New Lover) (2015) de chanteuse britannique Adele Atkins. Deux ans plus tard, en 2018, le nom Virgin Radio 96 a été retiré en faveur de 95.9 Virgin Radio.
CJFM-FM est une des trois stations à Montréal avec la format de top-40 (les autres sont WYUL (en) et CKOI-FM de Cogeco, une station de radio francophone).
Le 19 novembre 2021, Bell Média annule abruptement les émissions de MC Mario après plus de 30 ans, sans donner l'occasion de remercier ses auditeurs en ondes. Ces émissions sont remplacées par du contenu réseau provenant de Toronto,.

## Animateurs
- Vito V (Clubaholics, The After Party)
- Vince Barrucco (Virgin Mornings)
- Shannon King (Virgin Mornings)
- Lee Haberkorn (Lee On Air) (Freeway and Natasha in the Morning)
- Kelly Alexander (Kelly Alexander)

### Anciens animateurs
- MC Mario (The House Party)
- Isabelle Racicot (maintenant avec CFGL-FM)